# 437 (số)
437 (bốn trăm ba mươi bảy) là một số tự nhiên ngay sau 436 và ngay trước 438.